# Micromitrium mucronifolium
Micromitrium mucronifolium là một loài rêu trong họ Orthotrichaceae. Loài này được (Hook. & Grev.) Grout mô tả khoa học đầu tiên năm 1944.